# Cultureel geheugen
Het cultureel geheugen is het verschijnsel waarin binnen een cultuur collectief en individueel wordt herinnerd en op basis waarvan identiteitsvorming plaatsvindt. In dit artikel is bewust rekening gehouden met het feit dat het begrip cultureel geheugen een vertaling is van het Engelse cultural memory. De vertaling van het begrip memory is in het Nederlands zowel herinnering als geheugen.

## Geheugencultuur
Cultuurcritici constateren een crisis in de omgang met het geheugen in de huidige westerse samenleving: er is een obsessie met herinnering waarneembaar die gepaard gaat met een angst om te vergeten. Archieven zijn explosief gegroeid, herdenkingen worden veelvuldig georganiseerd en het persoonlijke leven wordt uitgebreid vastgelegd in foto’s, video’s en weblogs. Kortom, er is een geheugencultuur ontstaan.
Theoreticus Andreas Huyssen plaatst het ontstaan van deze geheugencultuur aan het begin van de jaren tachtig van de twintigste eeuw. Het modernistische vooruitgangsdenken dat nadrukkelijk op de toekomst gericht was, maakt in die jaren definitief plaats voor een postmoderne obsessie met het verleden. Het gevoel dat er een breuk tussen heden en verleden heeft plaatsgevonden, overheerst. Onder invloed van het kapitalisme en als gevolg van democratisering en secularisering is het verleden herinterpreteerbaar en fragmentarisch geworden. Niet langer is er sprake van één geschiedenis. Mensen geloven steeds minder in de grote verhalen. Ideologieën en geloof, bijvoorbeeld, worden niet meer collectief beleefd, waardoor de positie en de rol van een individu in de wereld onduidelijk is. Mensen stellen persoonlijke doelen op waar ze hun leven naar richten; de "kleine verhalen". Deze nieuwe beleving van het heden heeft geleid tot een nieuwe omgang met het verleden. Er is geen duidelijke lijn meer van het heden naar het verleden te trekken; historische continuïteit is nauwelijks zichtbaar. Dit maakt dat mensen een afstand tot en breuk met het verleden ervaren.
De Franse historicus Pierre Nora bemerkt in de moderne westerse samenleving een versnelling van de geschiedenis. Deze wordt zichtbaar, doordat de tijdspanne tussen veranderingen en vernieuwingen steeds korter wordt. De snel ontwikkelende computertechnologie is hier een duidelijk voorbeeld van. Het heden lijkt als het ware te krimpen, terwijl het verleden groeit. Een angst dat alles verdwijnt, leeft. Genoemde ontwikkelingen zetten zowel de individuele als collectieve identiteitsvorming onder druk. Het individu wordt zijn eigen historicus en gaat krampachtig op zoek naar zijn wortels. Op collectief niveau vormt iedere lokale of regionale groep haar eigen erfgoed. Dit uit zich onder meer in het ontstaan van talrijke herdenkingen.
In de huidige geheugencultuur die ontstaat, zijn de moderne media en commercie bepalende krachten. De media representeren het verleden, terwijl de commercie voor een groot deel bepaalt welk verleden er op welke wijze gerepresenteerd wordt. Vanuit commerciële doeleinden worden zogenaamde ‘imagined memories’ gecreëerd; herinneringen aan iets dat we ons kunnen ‘voorstellen’ maar dat we niet zelf hebben beleefd. Het verleden verkoopt beter dan het heden, waardoor herinnering alom in de maatschappij tegenwoordig is.
Omdat geheugen en herinnering onze hedendaagse cultuur kenmerken, houden cultuurwetenschappers zich met deze thematiek bezig. De cultuurcriticus Richard Terdiman geeft aan dat het geheugen zo alomtegenwoordig is dat het onmogelijk lijkt het te analyseren. Het historiseren van het geheugen (‘historicizing memory’) is voor Terdiman de manier om het geheugen toch aan een analyse te kunnen onderwerpen. Pierre Nora wil de onbewuste organisatie van het collectieve geheugen aan het licht brengen. Hij doet dit middels het benoemen en bestuderen van Lieux de Mémoire (plaatsen van herinnering).

## "Lieux de mémoire"
Herinneringsmonumenten spelen in het werk van Pierre Nora een grote rol. Van 1984 tot 1992 heeft Nora onderzoek gedaan naar plaatsen van herinnering in Frankrijk. Het werk werd een groot succes, doordat het in de huidige tijd van obsessie met het verleden past. Nora’s onderzoek heeft een verandering teweeggebracht van het historische bewustzijn naar een herinneringsbewustzijn. Mensen ontlenen hun identiteit niet alleen aan de algemene geschiedschrijving maar de eigen herinnering treedt sterker naar voren in het bewustzijn van de mensen. Met het concept lieux de mémoire introduceert hij herinneringsplaatsen, waar de mens in verbinding staat met het verleden.
De lieux de mémoire kunnen op drie manieren vorm krijgen: materieel, functioneel en symbolisch. Zo is de Arc de Triomphe een stenen triomfboog (materieel) die onder andere als uitzichtpunt over Parijs dient (functioneel) en symbool staat voor de onbekende soldaten die gevochten hebben voor de Franse natie. Lieux de mémoire zijn bij Nora niet noodzakelijk gebonden aan fysieke plaatsen, hiertoe behoren ook symbolen, instellingen, personen, herdenkingsdagen etc. Ook in Nederland is geschreven over herinneringsplaatsen. Henk Wesseling heeft het concept overgenomen in zijn Plaatsen van Herinnering. Hij beperkt zich wel tot fysieke plaatsen. Voor België verscheen in 2008 een twedelig werk onder redactie van Jo Tollebeek.

## Constructie van het cultureel geheugen
Omdat het cultureel geheugen in onze huidige samenleving sterk door de media bepaald geworden is, ontstaat de vraag op welke manier het precies geconstrueerd wordt. Pierre Nora maakt een onderscheid tussen herinnering en geschiedenis. Door de geschiedschrijving is directe herinnering, oorspronkelijk iets vanzelfsprekends en spontaans, veranderd in een indirecte constructie; iets dat overwogen en geanalyseerd wordt (geschiedenis). Verschillende theoretici vragen zich daarom af of het ware, authentieke herinneren nog bestaat.
Daarnaast wijzen critici op de spanning die bestaat tussen het individuele en collectieve geheugen. Het collectieve geheugen kan nooit alle individuele herinneringen omvatten. Bij de collectieve geheugenvorming vindt generalisatie en selectie plaats: er worden altijd groepen uitgesloten die hun specifieke verhaal niet terugvinden in het dominante discours.
Vragen ten aanzien van authenticiteit en de spanning tussen het individuele en collectieve geheugen brengen verschillende wetenschappers in de jaren tachtig ertoe de individuele, persoonlijke ervaring te betrekken bij de wetenschap. Bijvoorbeeld in het autobiografische Landscape for a Good Woman (1986) komt Carolyn Steedman tot de conclusie dat persoonlijke herinneringen uit haar jeugd niet rijmen met het collectieve geheugen. Steedman probeert met haar levensverhaal, én dat van haar moeder, gangbare psychoanalytische en sociale theorieën ten aanzien van de arbeidersklasse te weerleggen. Kortom, de verhouding tussen het individuele en collectieve geheugen wordt in Landscape for a Good Woman geproblematiseerd.
Frigga Haug tracht aan de hand van ‘memory work’ (Erinnerungsarbeit) de individuele ervaring bij de wetenschap te betrekken. Voor dit onderzoek heeft zij met een groep vrouwen persoonlijke verhalen naar boven gehaald. Door deze verhalen kritisch te bestuderen probeert de groep inzicht te krijgen in ‘de vrouwelijke socialisatie’: het proces waardoor vrouwen onderdeel worden van de samenleving. De groep maakt voor zichzelf zichtbaar hoe het individu zich onderwerpt aan de algemene, dominante theorieën. Vanuit de individuele ervaring proberen zij hier alternatieve theorieën tegenover te zetten.

## Politisering van het culturele geheugen
Een cultureel geheugen dat nationaal geladen is, maakt de beleving ervan problematisch. In Midden en Oost-Europa, de Balkan en Turkije (het vroegere Ottomaanse Rijk) hebben tientallen miljoenen mensen hun voorouderlijke en geboortegrond tussen 1880 en 1950 moeten verlaten omdat die gebieden, na oorlogen, onder een ander staatsgezag terechtkwamen en de nieuwe staat aan hen geen staatsburgerschap toestond (zie etnische zuivering). Topografische namen van steden, dorpen en waterlopen en van landschappen, provincies en regios werden dientengevolge in nieuwe nationaal correcte zin veranderd. Dat gold ook straatnamen en openbare gebouwen. Met name monumenten verdwenen als ze refereerden aan een nationaal niet langer correct geacht verleden. Zij werden afgebroken, of ontmanteld en voorzien van nationaal wel correcte historische figuren en teksten. Op de Balkan en in Turkije werden religieuze monumentale kerkgebouwen en moskeeën afgebroken. Dat was een radikalere vernietiging van de herinnering dan in het verdere verleden ook wel gebruikelijk was wanneer kerken in moskeeën, en andersom, werden getransformeerd. 
In Midden en Oost-Europa gaf tot 1990 het klimaat van de Koude Oorlog en het gezag van de communistische ideologie de voedingsbodem voor een herschrijving, gedeeltelijk een ontkenning, van de geschiedenis die niet paste binnen nationale en marxistische codes. De herinnering van de historische perioden voor 1945 was taboe geworden en werd als ‘revanchisme en oorlogshitserij’ verdacht gemaakt. Sinds 1990 is belangstelling voor de herinneringen van gevluchte en verdreven bevolkingen onder voorwaarden wel toegestaan maar zij leidt nog vaak tot politieke twistgesprekken tussen de deelnemers aan verschillende en conflicterende  herinneringsculturen. 

## Het cultureel geheugen in objecten: foto’s, souvenirs en het lichaam
Foto’s, souvenirs en het lichaam zijn concrete voorbeelden waarin het cultureel geheugen zich manifesteert. Foto’s vormen een belangrijk deel van de persoonlijke en collectieve herinnering. Echter, de foto kan de herinnering ook blokkeren. Het herhaaldelijk bekijken van de foto kan ervoor zorgen dat men zich de foto herinnert, en niet meer datgene wat de foto afbeeldt. Foto’s kunnen dus leiden tot herinneren, maar ook tot vergeten. De werkelijke herinnering wordt in dit geval vervangen door een weergave van deze herinnering.
Foto’s kunnen zich verplaatsen van het persoonlijke geheugen naar het collectieve geheugen en veranderen dan telkens van betekenis. Marita Sturken noemt als voorbeeld van deze verplaatsing foto’s van vermiste kinderen. In de Verenigde Staten worden op flyers, boodschappentassen en melkpakken portretfoto’s van deze vermiste kinderen afgedrukt. Een foto die oorspronkelijk een plekje had in het familiealbum, wordt zo in de publieke sfeer gebracht. Bij de foto wordt meestal opgemerkt dat het kind er inmiddels niet meer hetzelfde uitziet. Hierdoor wordt expliciet benadrukt dat een foto slechts datgene laat ziet dat geweest is; het is een momentopname. De foto verandert dus van betekenis: in het familiealbum liet deze de natuurlijke ontwikkeling van het kind zien, als vermistenfoto wordt het onbedoeld een symbool voor de sterfelijkheid van de mens.
In het souvenir manifesteert zich het persoonlijke geheugen. Volgens Susan Stewart krijgen souvenirs pas betekenis wanneer ze verbonden worden met een persoonlijk verhaal. Het souvenir dient als spoor van een ervaring of belevenis die niet opnieuw beleefd kan worden; het illustreert dus vooral een verlangen naar authenticiteit.
Het cultureel geheugen wordt tevens bewaard in het lichaam. De antropoloog Paul Connerton maakt een onderscheid tussen twee manieren waarop het geheugen wordt belichaamd: ‘incorporating practices’ en ‘inscribing practices’. ‘Incorporating practices’ zijn non-verbale gedragingen die ons zijn aangeleerd door onder andere de cultuur waarin we opgroeien. Deze worden als vanzelfsprekend uitgevoerd; het bewustzijn is hier niet actief bij betrokken. ‘Inscribing practices’ zijn herinneringen die gearchiveerd en concreet beschikbaar zijn. Hierdoor is het mogelijk te allen tijde aan hen te refereren. ‘Incorporating practices’ daarentegen zijn bij de overdracht afhankelijk van levende voorbeelden. Er is discussie over de vraag of deze ‘incorporating practices’ in het wetenschappelijke discours meer aandacht verdienen.

## Voetnoten
1. ↑  Huyssen, A. 'Present Pasts: Media, Politics, Amnesia', in: Public Culture 12.1 (2000), 21-38.
2. ↑  'L'avènement mondial de la mémoire', Pierre Nora in Transit - Europäische Revue 22 (2002) (Engelse vertaling: 'The Reasons for the Current Upsurge in Memory'
Nora, P. Les Lieux de mémoire (7 volumes) (Gallimard, 1984-1992).
Nora, P. 'Between Memory and History: Les Lieux de Mémoire', in: Representations 26 (Spring 1989), 7-25.
Nora, P. 'The Era of Commemoration', in P. Nora and L. D. Kritzman (eds) Realms of Memory: The Construction of the French Past, Vol. III: Symbols. (New York: Columbia University Press, 1996), 609-37. )
3. ↑  Terdiman, R. 'Historicizing Memory', in Present Past: Modernity and the Memory Crisis. (Cornell UP, 1993), 3-32.
4. ↑  Wesseling, H.L. (red) Plaatsen van herinnering. Nederland in de twintigste eeuw. (Amsterdam: Bert Bakker, 2005).
5. ↑  Landscape for a good woman: a story of two lives. - New Jersey: Rutgers University Press, ©1986, ISBN 0-8135-1258-1
6. ↑  Haug, F. et al, 'Memory Work', Female Sexualization: A Collective Work of Memory. (London: Verso, 1987), 33-72.
7. ↑  Sturken, M. 'The Image as Memorial: Personal Photographs in Cultural Memory', in Marianne Hirsch (ed) The Familial Gaze (U. P. of New England, 1999), 178-195.
*Hirsch, M. 'Pictures of a Displaced Childhood', in: Family Frames: Photography, Narrative and Postmemory. (Cambridge, Mass.: Harvard UP, 2002), 217-240.
8. ↑  In België past Child Focus dezelfde technieken voor de opsporing toe.
9. ↑  Keenan, C. 'On The Relationship between Personal Photographs and Individual Memory', in: History of Photography 22:1 (Spring 1998), 60-64.
10. ↑  Stewart, S. 'Objects of Desire. Part I: The Souvenir', in On Longing: Narratives of the Miniature, the Gigantic, the Souvenir, the Collection. (Duke UP, 1993), 132-51.
11. ↑  Connerton, P. 'Bodily Practices', in: How Societies Remember. (Cambridge: Cambridge UP, 1989), 72-104.
** Bennett, T. 'Stored Virtue: Memory, the Body and the Evolutionary Museum', in Susannah Radstone & Katharina Hodgkin, Memory Cultures: Memory, Subjectivity and Recognition (New Brunswick and London: Transaction Publishers, 2006), 40-54.